# Senatus consultum de Bacchanalibus

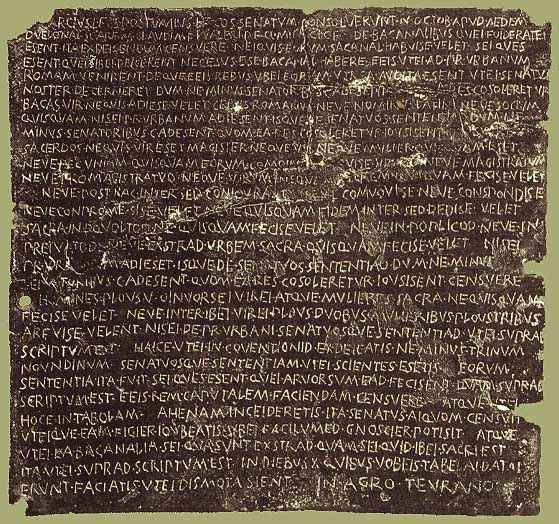
Reprodução da inscrição. A original está no Museu de História do Arte de Viena.

O Senatus consultum de Bacchanalibus ("Decreto senatorial sobre as Bacanais") é um famoso Senatus consultum eternizado em uma célebre inscrição em latim arcaico  datada em 568 AUC, ou seja, 186 a.C.

## Texto
1. [Q] MARCIVS L F S POSTVMIVS L F COS SENATVM CONSOLVERVNT N OCTOB APVD AEDEM
2. DVELONAI SC ARF M CLAVDI M F L VALERI P F Q MINVCI C F DE BACANALIBVS QVEI FOEDERATEI
3. ESENT ITA EXDEICENDVM CENSVERE NEIQVIS EORVM BACANAL HABVISE VELET SEI QVES
4. ESENT QVEI SIBEI DEICERENT NECESVS ESE BACANAL HABERE EEIS VTEI AD PR VRBANVM
5. ROMAM VENIRENT DEQVE EEIS REBVS VBEI EORVM VER[B]A AVDITA ESENT VTEI SENATVS
6. NOSTER DECERNERET DVM NE MINVS SENATOR[I]BVS C ADESENT [QVOM E]A RES COSOLORETVR
7. BACAS VIR NEQVIS ADIESE VELET CEIVIS ROMANVS NEVE NOMINVS LATINI NEVE SOCIVM
8. QVISQVAM NISEI PR VRBANVM ADIESENT ISQVE [D]E SENATVOS SENTENTIAD DVM NE
9. MINVS SENATORIBVS C ADESENT QVOM EA RES COSOLERETVR IOVSISET CE[N]SVERE
10. SACERDOS NE QVIS VIR ESET MAGISTER NEQVE VIR NEQVE MVLIER QVISQVAM ESET
11. NEVE PECVNIAM QVISQVAM EORVM COMOINE[MH]ABVISE VE[L]ET NEVE MAGISTRATVM
12. NEVE PRO MAGISTRATV[D] NEQVE VIRVM [NEQVE MVL]IEREM QVISQVAM FECISE VELET
13. NEVE POST HAC INTER SED CONIOVRA [SE NEV]E COMVOVISE NEVE CONSPONDISE
14. NEVE CONPROMESISE VELET NEVE QVISQVAM FIDEM INTER SED DEDISE VELET
15. SACRA IN OQOLTOD NE QVISQVAM FECISE VELET NEVE IN POPLICOD NEVE IN
16. PREIVATOD NEVE EXTRAD VRBEM SACRA QVISQVAM FECISE VELET NISEI
17. PR VRBANVM ADIESET ISQVE DE SENATVOS SENTENTIAD DVM NE MINVS
18. SENATORIBVS C ADESENT QVOM EA RES COSOLERETVR IOVSISET CENSVERE
19. HOMINES PLOVS V OINVORSEI VIREI ATQVE MVLIERES SACRA NE QVISQVAM
20. FECISE VELET NEVE INTER IBEI VIREI PLOVS DVOBVS MVLIERIBVS PLOVS TRIBVS
21. ARFVISE VELENT NISEI DE PR VRBANI SENATVOSQVE SENTENTIAD VTEI SVPRAD
22. SCRIPTVM EST HAICE VTEI IN CONVENTIONID EXDEICATIS NE MINVS TRINVM
23. NOVNDINVM SENATVOSQVE SENTENTIAM VTEI SCIENTES ESETIS EORVM
24. SENTENTIA ITA FVIT SEI QVES ESENT QVEI ARVORSVM EAD FECISENT QVAM SVPRAD
25. SCRIPTVM EST EEIS REM CAPVTALEM FACIENDAM CENSVERE ATQVE VTEI
26. HOCE IN TABOLAM AHENAM INCEIDERETIS ITA SENATVS AIQVOM CENSVIT
27. VTEIQVE EAM FIGIER IOVBEATIS VBI FACILVMED GNOSCIER POTISIT ATQVE
28. VTEI EA BACANALIA SEI QVA SVNT EXSTRAD QVAM SEI QVID IBEI SACRI EST
29. ITA VTEI SVPRAD SCRIPTVM EST IN DIEBVS X QVIBVS VOBEIS TABELAI DATAI
30. ERVNT FACIATIS VTEI DISMOTA SIENT IN AGRO TEVRANO

## Transliteração para o latim clássico
1. [Q.] Marcius L. f(ilius), S(purius) Postumius L. f(ilius) co(n)s(ules) senatum consoluerunt N(onis) Octob(ribus), apud aedem
2. Bellonai. Sc(ribendo) adf(uerunt) M. Claudi(us) M. f(ilius), L. Valeri(us) P. f(ilius), Q. Minuci(us) C. f. f(ilius). De Bacchanalibus qui foederati
3. essent, ita edicendum censuere: «Nequis eorum [B]acchanal habuisse vellet. siqui
4. essent, qui sibi dicerent necesse esse Bacchanal habere, ei uti ad pr(aetorem) urbanum
5. Romam venirent, deque eis rebus, ubei eorum v[e]r[b]a audita essent, uti senatus
6. noster decerneret, dum ne minus senator[i]bus C adessent, [cum e]a res consuleretur.
7. Bacchas vir nequis adiisse vellet civis Romanus neve nominis Latini neve sociorum
8. quisquam, nisi pr(aetorem) urbanum adiissent, isque [d]e senatus sententia, dum ne
9. minus senatoribus C adessent, cum ea res consuleretur, iussisset. Ce[n]suere.
10. Sacerdos nequis uir esset. Magister neque uir neque mulier quaequam esset.
11. neve pecuniam quisquam eorum commune[m h]abuisse vellet. Neve magistratum,
12. neve pro magistratu, neque virum [neque mul]ierem qui[s]quam fecisse vellet,
13. neve post hac inter se coniuras[se nev]e convovisse neve conspondisse
14. neve compromesisse vellet, neve quisquam fidem inter sed dedisse vellet.
15. Sacra in occulto ne quisquam fecisse vellet. Neve in publico neve in
16. privato neve extra urbem sacra quisquam fecisse vellet, nisi
17. pr(aetorem) urbanum adiisset, isque de senatus sententia, dum ne minus
18. senatoribus C adessent, cum ea res consuleretur, iussisset. Censuere.
19. Homines plus V universi viri atque mulieres sacra ne quisquam
20. fecisse vellet, neve interibi viri plus duobus, mulieribus plus tribus
21. adfuisse vellent, nisi de pr(aetoris) urbani senatusque sententia, uti supra
22. scriptum est.» Haec uti in contioni edicatis ne minus trinum
23. nundinum, senatusque sententiam uti scientes essetis, eorum
24. sententia ita fuit: «Siqui essent, qui adversum ea fecissent, quam supra
25. scriptum est, eis rem capitalem faciendam censuere». Atque uti
26. hoc in tabulam ahenam incideretis, ita senatus aequum censuit,
27. utique eam figi iubeatis, ubi facillime nosci possit; atque
28. uti ea Bacchanalia, siqua sunt, extra quam siquid ibi sacri est,
29. (ita ut supra scriptum est)[2] in diebus X, quibus vobis tabelae datae
30. erunt, faciatis uti dimota sint. In agro Teurano.

## Tradução para a Língua Portuguesa
Tradução livre a partir do texto latino:
"Os cônsules Quinto Márcio, filho de Lúcio, e Espúrio Postúmio, filho de Lúcio, após consultarem o senado nas Nonas de Outubro, no Templo de Belona. 
Sendo Marcos Claudio, filho de Marcos, Lúcio Valério, filho de Públio, e Quinto Minúcio, filho de Gaio, presentes ao ato, a comissão lavradora da escritura.
Após deliberação quanto às Bacanais, fazem saber aos Federados o que segue:
Ninguém mais tem o direito de celebrar as festas de Baco. Caso alguém intente alegar estado de necessidade, que venha a Roma e se faça ouvir, apresentando suas razões ante o ínclito pretor e o egrégio senado em tempo hábil, e esta corte, com não menos de cem integrantes, discutirá e deliberará sobre cada caso.
Nenhum homem pode ser bacante, seja ele cidadão romano, homem de nome latino, ou qualquer um dos nossos confederados, sem ter antes se apresentado devidamente ante o pretor urbano e este, após expressa liberação do Senado, lhe conceder licença, Senado este que se reunirá exclusivamente para a discutir a questão com um número não inferior a 100 senadores presentes no ato. Está votado e decidido!
Nenhum homem pode exercer a função de sacerdote de Baco. Ninguém, seja homem ou mulher, deve envolver-se nos assuntos deste culto. Que ninguém colete dinheiro para Baco; nem ninguém deve nomear homem ou mulher para ser mestre ou para atuar como magistrado. Doravante, que ninguém que encontre, que ninguém conspire, que ninguém se comprometa, que ninguém faça promessas e que ninguém faça pactos em nome de Baco. E ninguém ouse fazer-lhe ritual, nem em segredo, nem em público, nem em privado, nem mesmo fora da cidade, a menos que venha antes apresentar sua reivindicação ao pretor urbano, e este, juntamente do Senado, com não menos de cem integrantes, decidirá a questão. Está votado e decidido!
Ninguém em grupos de mais de cinco pessoas juntas, homens e mulheres, pode celebrar os ritos sagrados, nem pode haver mais de dois homens e mais de três mulheres no mesmo grupo, exceto com a sanção do pretor urbano e do senado, como já está bem estabelecido nesta escritura.
Certifiquem-se de proclamar esta decisão na assembleia por, no mínimo, três dias de mercado. Para que todos conheçam a deliberação do Senado, este promulgou e sancionou. E se houver alguém que ouse atuar em contrário ao que está escrito acima, será condenado à pena de morte. Para efeitos de justiça, o Senado decreta que esta decisão deve ser gravada em placa de bronze, e ordena que uma cópia em tábua seja colocado onde mais possa ser fácil de ler e ser conhecida. Faça saber as Bacanais, se houver, excetuando assuntos sagrados, como está estabelecido, que sejam dissolvidas dentro de um prazo de dez dias a contar da data da entrega desta notificação.
Dado no Campo Teurano."